# Ђеновезе (Рагуза)
Ђеновезе је насеље у Италији у округу Рагуза, региону Сицилија.
Према процени из 2011. у насељу је живело 220 становника. Насеље се налази на надморској висини од 87 м.